# Джани Мухаммад
Джани Мухаммад, Джани-хан, Джани-бек — 14-й хан Бухарского ханства и 1-й государь новой узбекской династии Аштарханидов, носивший все атрибуты (хутба, сикка, титулатура) ханской власти в Бухарском ханстве, которому его отец Йар Мухаммад-хан добровольно передал верховную власть. Его правление длилось 3 года (1601—1603).

## Происхождение
У главы клана Аштарханидов в Мавераннахре, Йар Мухаммада было 6 сыновей, самым старшим из которых был Джани Мухаммад. Мать Джани Мухаммада, Масума-султан-ханум была дочерью Бухарского хана из узбекской династии Шейбанидов (Шибанидов Мавераннахра) Искандер-хана (1561—1583). У Йар Мухаммада и Масума-султан-ханум были ещё один сын Аббас-султан и два дочери Айша-султан-ханум, Мунида-ханум.

## Хан Бухарского ханства
Источники ничего не сообщают о деятельности Джани Мухаммада вплоть до его вступления на бухарский престол в 1601 году. После битвы у Баг-и Шамаля верховным правителем Бухарского ханства был объявлен Йар Мухаммад-хан, который к этому времени был уже весьма пожилым человеком. Он не решился возглавить государство и передал правление своему старшему сыну Джани Мухаммаду, которому перешли все атрибуты ханской власти и суверенитета: хутба, сикка, титулатура. Хан не пожелал покидать Самарканд и переезжать в Бухару которая, несмотря на отсутствие в ней хана, удерживала статус политической столицы государства. Все подвластные Аштарханидам территории были поделены на уделы. Второй сын Джани Мухаммада Баки Мухаммад стал править в Бухаре, третий его сын Вали Мухаммад — в Сийахджарде, в Кеш отправился Аббас-султан, который сменил на посту правителя этой области Рахманкули-султана. Последнему был пожалован округ Хузар. Надир Мухаммад получил область Сагардж. Таким образом, в общих чертах наметилась административное деление государства во главе Аштарханидов, в которое в дальнейшем был включён и Балхский удел, на совершенно особых условиях. После установления в Балхе власти Аштарханидов, в соборной мечети города была прочитана хутба на имя Джани Мухаммада, наместником в Балхе был оставлен Вали Мухаммад.
С 1601 года стали выпускаться монеты с именем Джани Мухаммада четырьмя монетными дворами: в Бухаре, Балхе, Самарканде и Ташкенте.
Правление Джани Мухаммада является периодом становления и упрочнения династии и государства. В официальной истории Аштарханидов, написанном Махмудом ибн Вали, автор упоминает, что Джани Мухаммад был хорошим государём, мудрым и дальновидным политиком. Единственно важным известием, касающимся его правления, является информация о распределении улусов, которое легло в основу государственной системы Бухарского ханства эпохи Аштарханидов. Главным акцентом в его политике были укрепление положения главной ветви клана Аштарханидов и отпор внешней агрессии.

## Семья
Согласно Махмуду ибн Вали, родственные узы между кланами Шейбанидов и Аштарханидов были установлены значительно ранее правления Абдулла-хана II (1557—1598), который только укрепил связи двух кланов Джучидов, выдав замуж свою сестру Зухра-ханум за Джани Мухаммада, то есть те связи которые наметились до него.
Джани Мухаммад оставил после себя 4 сыновей и 2 дочерей. Про них так пишет придворный историограф Аштарханидов Махмуд ибн Вали:
У хакана светоча счастья Джани Мухаммад-хана было 4 сына и 2 дочери, которые [родились] в следующем порядке: Дин Мухаммад-хан, Баки Мухаммад-хан, Вали Мухаммад-хан, Алим Мухаммад-султан, но старшей из его детей была Аджаб-ханум, которая узами брака сочеталась с Абди-ходжой. От этого союза родился сын, которого звали Ибадаллах-ходжа, который в настоящее время является слугой у стремени повелителя народов и стран Имамкули-хана. Дочь его (т. е. Джани-хана) [после смерти Абди-ходжи] вышла замуж за царевича Абдалазиз-султана. Другая дочь [Джани-хана], которая в настоящее время известна как Амма-ханум,эта целомудренная госпожа, в конце концов соединилась узами брака с Турсун-султаном [ибн Йар Мухаммадом]. От этого брака родился 1 сын, который в настоящее время вместе со своей матушкой проводит время в счастье и благополучии под опекой государя. После смерти Турсун-султана этот бутон сада чистоты соединился с Таййиб-ходжа ибн Хасан-ходжой Джуйбари.

## Смерть
Правление Джани Мухаммада было скоротечным. Он умер 11 декабря 1603 года. После необходимых траурных церемоний Аштарханиды при поддержке представителей религии избрали верховным ханом Баки Мухаммада (1601—1605), который был старшим из сыновей Джани Мухаммада и прославился в походах против кызылбашей и бадахшанцев.